# 都柏林城堡

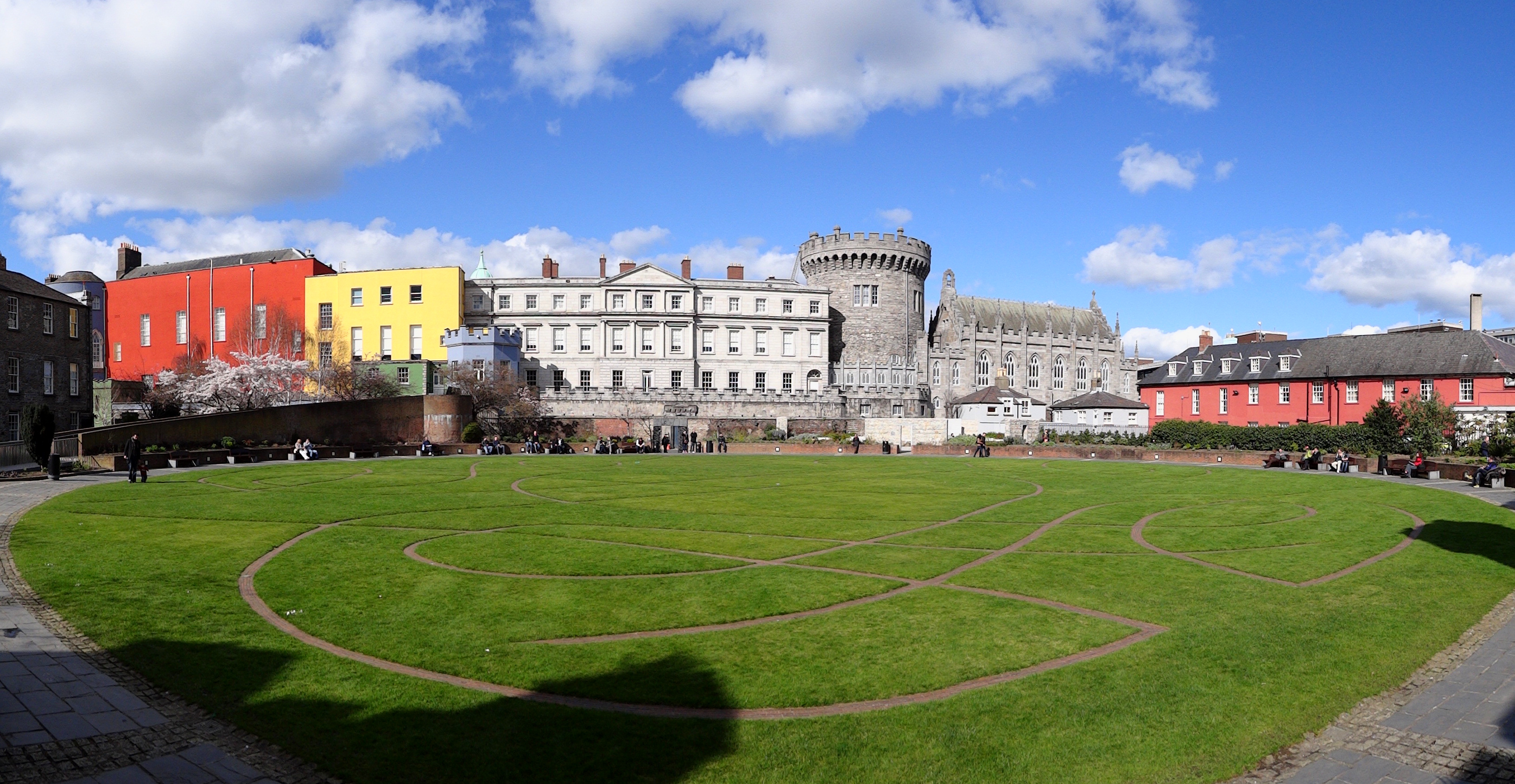
都柏林城堡，從公園到南邊的牆外。

都柏林城堡位於爱尔兰都柏林的聖母街，直到1922年爱尔兰自由邦成立并脱离英國獨立為止是英國統治愛爾蘭的政治中心，現在作為愛爾蘭的綜合博物館群。其中城堡建築可以追溯到18世紀前，城堡於1204年愛爾蘭領地時期由無地王約翰建造。城堡作為歷任統治者的所在地，英格兰王国和統一的不列顛君主治理下的愛爾蘭領地（1171年—1542年），愛爾蘭王國（1542年—1649年，1660年—1800年），大不列颠及爱尔兰联合王国（1801年—1922年）。1922年爱尔兰自由邦成立并脱离英國獨立後，交接給邁克爾·柯林斯成立的臨時政府。
都柏林城堡的現存建築大多修建於18至19世紀。2000年，切斯特·比替圖書館在都柏林城堡內開館。

## 外部連結
- Dublin Castle website （页面存档备份，存于）
- Official Tourist Board Website for Dublin （页面存档备份，存于）
- Ireland.archiseek.com, entry on Dublin Castle (including pictures)